# Autoserica somalicola
Autoserica somalicola är en skalbaggsart som beskrevs av Frey 1976. Autoserica somalicola ingår i släktet Autoserica och familjen Melolonthidae. Inga underarter finns listade.